# حملة كريسي
```
تُشير 
حملة كريسي
 إلى سلسلة من الغارات الشاملة التي شنتها 
مملكة إنجلترا
 في كافة أرجاء شمال 
فرنسا
 في العام 1346، والتي دمرت الريف الفرنسي على جبهة واسعة. وبلغت ذروتها في 
معركة كريسي
 التي تحمل نفس الاسم. كانت الحملة جزءًا من 
حرب المئة عام
.
```

انطلقت الحملة في 12 يوليو من العام 1346، وبدأت بإنزال القوات الإنجليزية في نورماندي، وانتهت باستسلام كاليه في 3 أغسطس 1347. كان الجيش الإنجليزي تحت قيادة الملك إدوارد الثالث، في حين قاد الملك فيليب السادس الجيشَ الفرنسي.
وقع إدوارد تحت ضغط البرلمان الإنجليزي لإنهاء الحرب، إما عبر المفاوضات أو بإحراز النصر. مع حشد قواته، لم يكن إدوارد قد حسم أمره بخصوص المكان الذي سينزل فيه في فرنسا. في نهاية المطاف، قرر الإبحار إلى غشكونية، لإغاثة دوق لانكاستر، الذي كان يواجه الجيش الفرنسي الرئيسي ذي التعداد الأضخم. بسبب الرياح العكسية، أجرى إدوارد بدلًا من ذلك إنزالًا مفاجئًا في أقرب منطقة من فرنسا، في شبه جزيرة كوتوتيه شمالًا.
ألحق الإنجليز الكثير من الدمار بأجزاء واسعة من نورماندي، واقتحموا بلدة كان ونهبوها، وقتلوا سكانها. ثم أغاروا على ضواحي روان قبل استكمالهم الدمار على طول الضفة اليسرى لنهر السين حتى وصلوا إلى بواسي، على بعد 20 ميلًا (32 كيلو مترًا) من باريس. بعد تحوّلهم باتجاه الشمال، أصبح الإنجليز محاصرين في منطقة أفرغها الفرنسيون من مدخرات الطعام. تمكن الإنجليز من الهرب بشق طريقهم بالقتال عبر مخاضة في نهر السوم ضد قوة فرنسية محاصِرة. بعد يومين، وعلى ميدان معركة من اختيارهم، ألحق الإنجليز هزيمة ساحقة بالفرنسيين في معركة كريسي في 26 أغسطس 1346، قبل أن ينتقلوا إلى محاصرة كاليه. ولم تسقط المدينة سوى بعد حصار دام أحد عشر شهرًا أدى لحالة استنزاف الموارد المالية والعسكرية للبلدين إلى أقصى حدّ.
بعد ذلك بفترة قصيرة، اتفق الطرفان على هدنة كاليه؛ والتي استمرت لمدة تسعة شهور حتى 7 يوليو 1348، ثم عُمد إلى تمديدها مرات عديدة على مدار السنوات اللاحقة حتى أُلغيت بشكل رسمي في العام 1355. لم يتوقف القتال خلال فترة الهدنة، إنما لم يشمل نفس النطاق الذي كان عليه في فترة الحملات العسكرية. واستخدم الإنجليز كاليه كميناء إعادة التصدير في شمال فرنسا، وبقيت كذلك لأكثر من مئتيّ عام.

## خلفية
منذ غزو النورمان لإنجلترا في العام 1066، حاز الملوك الإنجليز ألقابًا وأراضٍ داخل فرنسا، مما جعلهم مُقطَعين تابعين لملوك فرنسا. شكّل وضعُ الإقطاعات الفرنسية للملك الإنجليزي مصدرًا رئيسيًا للصراع بين النظامين الملكيين طوال حقبة العصور الوسطى. فقد سعى الملوك الفرنسيون بصورة منهجية إلى الحدّ من تعاظم القوة الإنجليزية، وتجريدها من ممتلكات الأراضي كلما سنحت الفرصة. وعلى مر القرون، تراوحت الممتلكات الإنجليزية في فرنسا من ناحية الحجم، ولكن بحلول العام 1337، لم يتبق سوى غشكونية في جنوب غرب فرنسا وبوتيو في شمال فرنسا. فضّل أهل غشكونية الحفاظ على علاقتهم بملك إنجليزي بعيدٍ جغرافيًا يتركهم وشأنهم، على العلاقة بملك فرنسي يتدخل في شؤونهم. بعد سلسلة من الخلافات بين فيليب السادس ملك فرنسا (الذي حكم من 1328 إلى 1350) وإدوارد الثالث ملك إنجلترا (الذي حكم من 1327 إلى 1377)، وافق المجلس الأعلى التابع لفيليب في باريس في 24 مايو 1337 على إعادة غشكونية وبوتيو تحت حكم فيليب، بدعوى أن إدوارد كان ينتهك التزاماته كمُقطَع تابع. مثّل ذلك نقطة البداية لحرب المئة عام، والتي استمرت 116 عامًا.

### 1345
على الرغم من أن غشكونية كانت السبب في نشوب الحرب، لم يتمكن إدوارد سوى من تخصيص أقل القليل من الموارد لها، وكلما شن جيش إنجليزي حملةً في أوروبا، اتخذ من شمال فرنسا منطلقًا له. في بداية العام 1345، قرر إدوارد مهاجمة فرنسا على ثلاث جبهات: تبحر قوة صغيرة إلى بروتاني تحت إمرة ويليام، إيرل نورثامبتون؛ وتنطلق قوة أكبر إلى غشكونية تحت قيادة هنري، إيرل ديربي؛ وترافق القوة الرئيسية إدوارد إلى شمال فرنسا أو كونتية فلانديرز. في أوائل العام 1345، قرر الفرنسيون اتخاذَ موقف دفاعي في الجنوب الغربي من البلاد. فقد كشفت استخباراتهم عن الخطة الإنجليزية لشن هجمات في ميادين حربية ثلاثة، إنما لم يكن لديهم الموارد المالية الكافية لتشكيل جيش كبير على كافة الجبهات. لقد توقع الفرنسيون بشكل دقيق أن الإنجليز قد خططوا لتركيز جهدهم العسكري الرئيسي في شمال فرنسا. وهكذا وجّه الفرنسيون الموارد التي كانت لديهم للشمال، وخططوا لحشد جيشهم الرئيسي في أراس في 22 يوليو. وحثّ الفرنسيون جنوب غرب فرنسا على الاعتماد على موارده الخاصة. في 29 يونيو، أبحرت القوة الرئيسية في جيش إدوارد الثالث. ورست مقابل سلاوس في كونتية فلانديرز حتى 22 يوليو، في حين كان إدوارد يحضّر المسائل الدبلوماسية. عندما أبحرت السفن، من المحتمل أنها كانت تنوي الرسوّ في نورماندي، إنما فرّقتها عاصفةٌ، ووجدت طريقها إلى الموانئ الإنجليزية خلال الأسبوع اللاحق. بعد قضائهم أكثر من خمسة أسابيع على متن السفينة، كان لا بد من إنزال الجنود والخيول على اليابسة. وحصل تأخيرٌ لأسبوع آخر خلال نقاش الملك ومجلسه ما يجب فعله، وفي ذلك الوقت ثبتت استحالة تنفيذ الجيش الإنجليزي الرئيسي أيّ أعمالٍ عسكرية قبل الشتاء. وانطلاقًا من علمه بذلك، أرسل فيليب تعزيزات إلى بروتاني وغشكونية. طوال العام 1345، شنّ إيرل ديربي حملة خاطفة عبر غشكونية على رأس جيشٍ إنجليزي-غشكوني؛ وألحقَ هزيمةً ساحقة بجيشين فرنسيين كبيرين في معارك برجراك وأوبروش، واستولى على البلدات والتحصينات الفرنسية في غالب أجزاء بيريغور ومعظم أجينيه، ومنحَ الممتلكات الإنجليزية في غشكونية عمقًا استراتيجيًا. في أواخر العام، إيرل ديربي استولى على بلدة إيغويون المهمة استراتيجيًا ولوجستيًا، والتي تُدعى «مفتاح غشكونية». في أكتوبر، بدأ إيرل نورثامبتون حملة في شمال بروتاني، لكنها سرعان ما انتهت بعد سلسلة من الإخفاقات في الاستيلاء على المدن البريتانية التي تسيطر عليها فرنسا، وفي ربيع ذلك العام جاء أمر الانسحاب لإيرل نورثامبتون مع غالبية قواته.

## مقدمات الحرب

### التحضيرات الفرنسية
كما جرت العادة، لم تكن الإمدادات المالية متوفرة بالنسبة للفرنسيين في العام 1346. وبالرغم من اقتراضهم من البابا أكثر من 330,000 فلورين (بما يكافئ 50 مليون جنيه إسترليني في العام 2022)، صدرت أوامر للمسؤولين المحليين بهدف: «جمع كل الأموال التي يمكنكم الحصول عليها لدعم حروبنا. خذوها من أي أحدٍ يمكنكم انتزاعها منه...» كان ذلك مؤشرًا واضحًا على الحالة المزرية للحالة المالية للجانب الفرنسي. ومع ذلك، شكّلوا جيشين، في أورليان وتولوز. وعُيّن جان دوق نورماندي، ابن ووريث فيليب السادس، آمرًا على جميع القوات الفرنسية في جنوب غرب فرنسا، مثلما كان في الخريف السابق.
في مارس من العام 1346، زحف الفرنسيون على إيغويون وحاصروها في 1 أبريل، بقواتهم البالغ عددها ما بين 15,000 و20,000 مجهّزين بمعدات حصارٍ كبيرة وخمسة مدافع، متفوّقين بلا مقارنةٍ على أي قوة يمكن للأنجلو-غشكونيين أن يحشدوها. في 2 أبريل، أُعلن النفير العام في جنوب فرنسا، وهو الدعوة الرسمية لحمل السلاح لكافة الذكور القادرين على القتال. كُرّست الجهود المالية، واللوجستية، والقوة البشرية الفرنسية لذلك الهجوم. أرسل إيرل ديربي، والذي أصبح يُدعى لانكاستر بعد وفاة والده، نداءً عاجلًا إلى إدوارد طلبًا للمساعدة.